# 環太平洋体操競技選手権
環太平洋体操競技選手権（かんたいへいようたいそうきょうぎせんしゅけん、The Pacific Rim Championships）は、2年に1度開催される体操競技の地域大会である。体操競技とトランポリン競技が実施される。日本、アメリカ合衆国、オーストラリア、カナダ、中国、ニュージーランド、メキシコ、ロシアなど環太平洋地域の国々の選手が参加して行われる。

## 開催地
| 年   | 開催地             | 開催国           | 開催月日          |  |
| ---- | ------------------ | ---------------- | ----------------- |  |
| 1988 | 成都               | 中国             |                   |  |
| 1990 | マニラ             | フィリピン       |                   |  |
| 1992 | ソウル             | 韓国             |                   |  |
| 1994 | オークランド       | ニュージーランド |                   |  |
| 1996 | クアンタン         | マレーシア       |                   |  |
| 1998 | ウィニペグ         | カナダ           | 7月9日 - 12日     |  |
| 2000 | クライストチャーチ | ニュージーランド | 4月13日 - 15日    |  |
| 2002 | バンクーバー       | カナダ           | 5月3日 - 5日      |  |
| 2004 | ホノルル           | アメリカ合衆国   | 4月15日 - 17日    |  |
| 2006 | ホノルル           | アメリカ合衆国   | 4月13日 - 15日    |  |
| 2008 | サンノゼ           | アメリカ合衆国   | 3月28日 - 30日    |  |
| 2010 | メルボルン         | オーストラリア   | 4月27日 - 5月2日  |  |
| 2012 | エバレット         | アメリカ合衆国   | 4月16日 - 18日    |  |
| 2014 | リッチモンド       | カナダ           | 4月9日 - 12日     |  |
| 2016 | Everett            | アメリカ         | April 8–10, 2016  |  |
| 2018 | メデリン           | コロンビア       | April 27–29, 2018 |  |